# Sedm divů světa

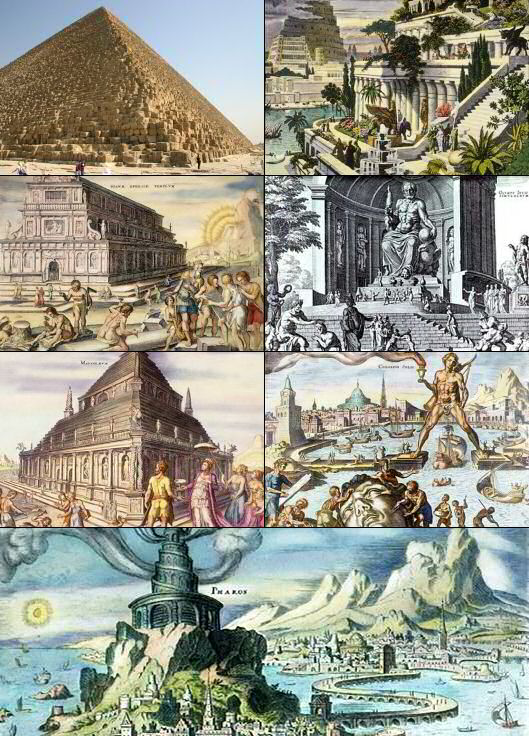
Sedm divů světa

Časová osa sedmi divů světa

Sedm divů světa, také Sedm divů starověkého světa, je všeobecně známý seznam unikátních starověkých staveb v oblasti Středozemního moře a na Středním východě, sestavován převážně řeckými starověkými turisty. Jediný z divů, který dodnes stojí, jsou Pyramidy v Gíze. Seznam se dlouho různil podle času a autora a stabilizoval se do dnešní podoby až kolem renesance. První takové seznamy sedmi divů se začínají objevovat v 1.–2. století př. n. l., kdy nejstarší kanonický seznam starověkých sedmi divů světa sestavil řecký básník Antipatros ze Sidónu.
Těmito se inspirovaly i pozdější seznamy, takže se počet divů ustálil na sedmi. Existence zahrad Semiramidiných není definitivně prokázána a zbývajících pět divů světa bylo zničeno živelnými pohromami. Artemidin chrám a Feidiova Dia zničil požár a zbývající tři divy světa podlehly zemětřesením. Tyto jevy způsobili podle starověké mytologie sami Egypťané, aby Pyramidy v Gíze byly jediný dochovaný div světa.

## Historie
Ve starověku vzniklo mnoho seznamů sedmi divů tehdejšího světa. Tyto seznamy se od sebe někdy i značně liší, často obsahovaly např. Babylónskou věž (zikkurat s chrámem boha Marduka), „kyklopské hradby“ v Tíryntu nebo v Mykénách, římský Kapitol, či athénskou Akropolis.
První zmínku o takovém seznamu nacházíme u Diodóra Sicilského. Nejstarší známý dochovaný seznam sedmi divů světa sestavil Antipatros Sidónský. Po něm pak následoval Filón Byzantský, žijící snad ve 2. nebo 3. století n. l. (bývá zaměňován s jiným Filónem Byzantským, matematikem a „konstruktérem“ válečných strojů, který žil ve 2. století př. n. l.). Filón napsal krátký spisek O sedmi divech světa, ve kterém sestavil seznam staveb, které považoval za zcela unikátní. Tento seznam se však od toho dnešního poněkud lišil (obsahoval babylonské hradby místo rhódského Kolosu). Navíc se část spisu nedochovala.
Dalšími Řeky, kteří podobné seznamy na sklonku antiky sestavovali, byli například Pausaniás, Hérodotos, Gaius Iulius Hyginus, Plinius a mnoho jiných. Nový zájem o zaniklé rarity se projevoval v období renesance, kdy se bájné památky staly námětem obrazů a grafiky malířů a rytců. Třetím obdobím pátrání byla doba osvícenských badatelů a cestovatelů z přelomu 18. a 19. století.

### Seznam divů
| Název a místo                                         | Datum stavby         | Civilizace a kultura | Dochovaný | Zánik                |
| ----------------------------------------------------- | -------------------- | -------------------- | --------- | -------------------- |
| Egyptské pyramidy v Gíze                              | 2550 př. n. l.       | Staroegyptská        | Ano       | dochované            |
| Visuté zahrady Semiramidiny (existence zpochybňována) | 600 př. n. l.        | Babylónská           | Ne        | není znám            |
| Feidiův Zeus v Olympii                                | 435 př. n. l.        | Řecká klasická       | Ne        | zničený požárem      |
| Artemidin chrám v Efesu                               | 550 př. n. l.        | Řecká archaická      | Ne        | zničen požárem       |
| Mauzoleum v Halikarnassu                              | 351 př. n. l.        | Řecká klasická       | Ne        | zničeno zemětřesením |
| Rhódský kolos                                         | 292–280 př. n. l.    | Řecká helénská       | Ne        | zničen zemětřesením  |
| Maják na ostrově Faru                                 | 3. století př. n. l. | Řecká helénská       | Ne        | zničen zemětřesením  |

## Rozsah
Všechny divy na seznamu byly v oblasti Středozemního moře, či Blízkého východu, neboť tyto oblasti měli Řekové nejvíce prostudované. Proto divy v jiných částech světa nebyly brány v potaz. Později vznikly seznamy jako Nových sedm divů světa, které se snaží pokrýt opravdu všechny známé divy z celého světa.
Všichni autoři původních seznamů byli Řekové, tudíž většina divů je také vystavěna Řeky nebo se jimi inspiruje.